# Universidade de Tampere
A Universidade de Tampere (UTA) foi uma universidade pública em Tampere, Finlândia, sendo fundida com a Universidade de Tecnologia de Tampere para criar a nova Universidade de Tampere em 1.º de janeiro de 2019.
A universidade oferecia programas de graduação, pós-graduação e doutorado com 20 178 alunos e 1.981 funcionários em 2016. Fundada em 1925 em Helsínquia como Civic College e, a partir de 1930, conhecida como Escola de Ciências Sociais, a instituição mudou-se para Tampere em 1960 e foi renomeada como Universidade de Tampere em 1966. Em 2016, seu orçamento foi de € 184,6 milhões, dos quais 59% foram financiamento governamental.

## Pessoas notáveis
- Jyrki Katainen
- Aki Kaurismäki
- Sanna Marin